# 高野町
高野町（日语：／ Kōya chō */?）是位於日本和歌山縣東北部的行政區劃。高野町為高野山真言宗總本山金剛峰寺的所在地，因此境內擁有大量具有歷史性的的文化財產、寺廟，也有大量僧侶居住於此。當地的產業也多與宗教、觀光相關。
町名來自「高野山」，但高野山並非指單一一座山峰，而是被「八葉之峰」（包括今来峰、寶珠峰、鉢伏山、弁天岳、姑射山、轉軸山、楊柳山、摩尼山）所環繞的盆地區域。也由於位於山間，周邊仍留有大量林地，被日本森林浴學會列為森林浴基地。

## 人口
| 高野町人口分布圖 |                                               |  |
| 高野町與日本全國年齡別人口分布比較圖 （2005年資料） | 高野町的年齡、男女別人口分布圖 （2005年資料） |  |
| ■紫色是高野町 ■綠色是全国 | ■藍色是男性 ■紅色是女性                       |  |
| 高野町人口變化 \| 1970年 \| 7,604人 \| \| \| 1975年 \| 7,521人 \| \| \| 1980年 \| 7,236人 \| \| \| 1985年 \| 7,054人 \| \| \| 1990年 \| 6,611人 \| \| \| 1995年 \| 6,386人 \| \| \| 2000年 \| 5,355人 \| \| \| 2005年 \| 4,632人 \| \| \| 2010年 \| 3,975人 \| \| \| 2015年 \| 3,352人 \| \| \| 2020年 \| 2,970人 \| \| |                                               |  |
| 資料來源：日本總務省統計中心提供之人口普查數據 |                                               |  |
| 1970年 | 7,604人                                       |  |
| 1975年 | 7,521人                                       |  |
| 1980年 | 7,236人                                       |  |
| 1985年 | 7,054人                                       |  |
| 1990年 | 6,611人                                       |  |
| 1995年 | 6,386人                                       |  |
| 2000年 | 5,355人                                       |  |
| 2005年 | 4,632人                                       |  |
| 2010年 | 3,975人                                       |  |
| 2015年 | 3,352人                                       |  |
| 2020年 | 2,970人                                       |  |

## 歷史
816年時，僧侶空海為了建立禪修的道場，由嵯峨天皇下賜高野山，在此建立金剛峯寺，此後隨著真言宗在此的發展，此地逐漸成為金剛峰寺的門前町。此後高野山周邊地區都一直獲得當權者的尊重，維持獨立寺社領地的狀態；直到19世紀末明治維新後，才劃入和歌山縣。
1889年日本實施町村制，設立高野村，高野村在1928年升格為高野町，並在1958年將其東側的富貴村併入。

### 變遷表
| 1889年4月1日 | 1889年 - 1912年 | 1912年 - 1944年            | 1945年 - 1954年            | 1955年 - 1989年            | 1989年 - 現在 | 現在   |
| ------------ | --------------- | -------------------------- | -------------------------- | -------------------------- | ------------- | ------ |
| 富貴村       | 富貴村          | 富貴村                     | 富貴村                     | 1958年6月1日 併入高野町    | 高野町        | 高野町 |
| 高野村       | 高野村          | 1928年11月1日 改制為高野町 | 1928年11月1日 改制為高野町 | 1928年11月1日 改制為高野町 | 高野町        | 高野町 |

## 交通
南海電氣鐵道高野線可從大阪市一路通到高野山旁不動谷川極樂橋車站，再接續被通稱為「高野山纜車」的鋼索線到達高野山旁的高野山車站，但高野山車站距離高野町的市區仍有三公里的距離，因此還需要再轉乘南海林間巴士的客運路線才能抵達市區。
公路則有自1960年通車的高野山道路，可自山下的九度山町開車至高野町市區。

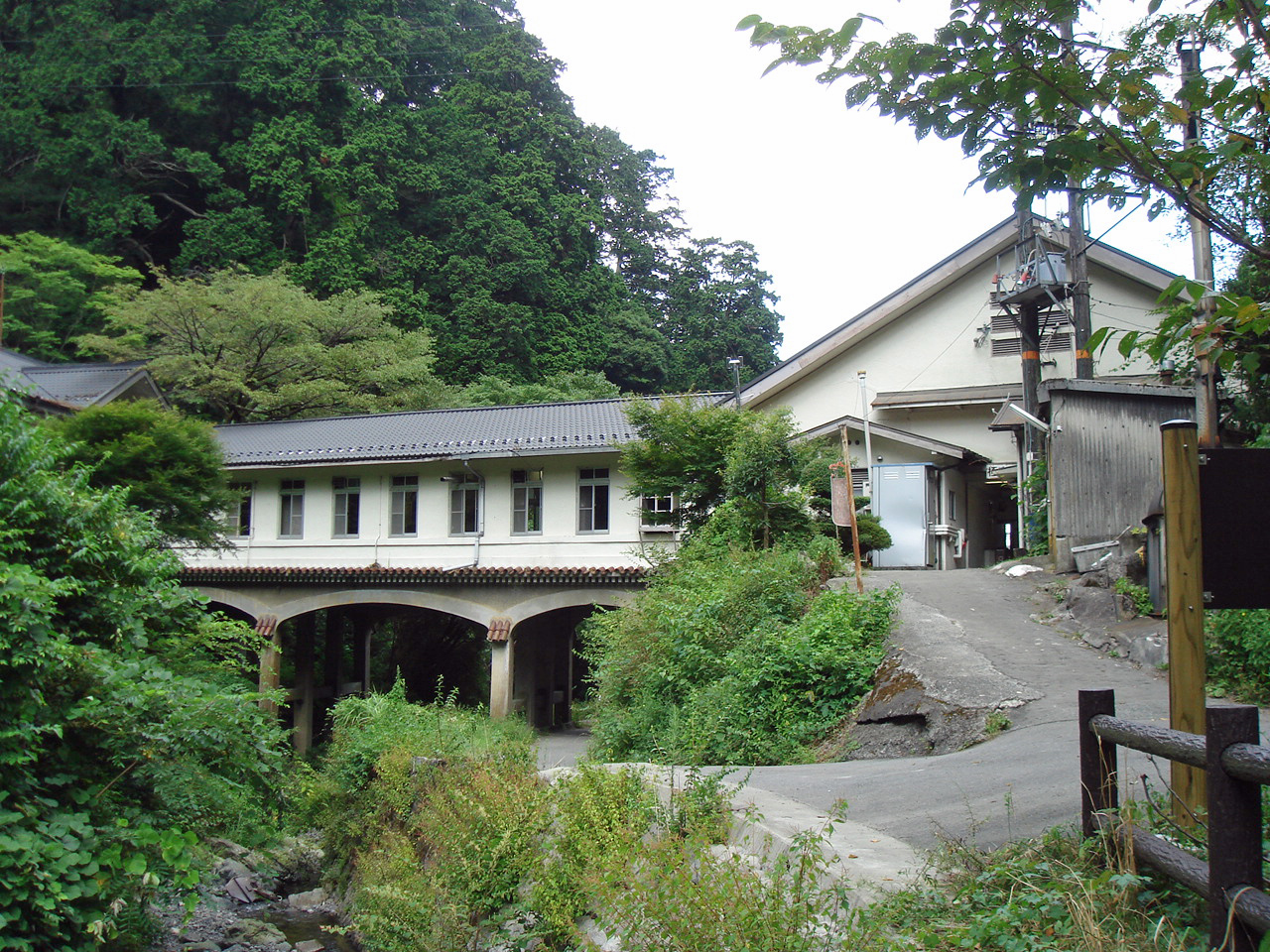
極樂橋車站
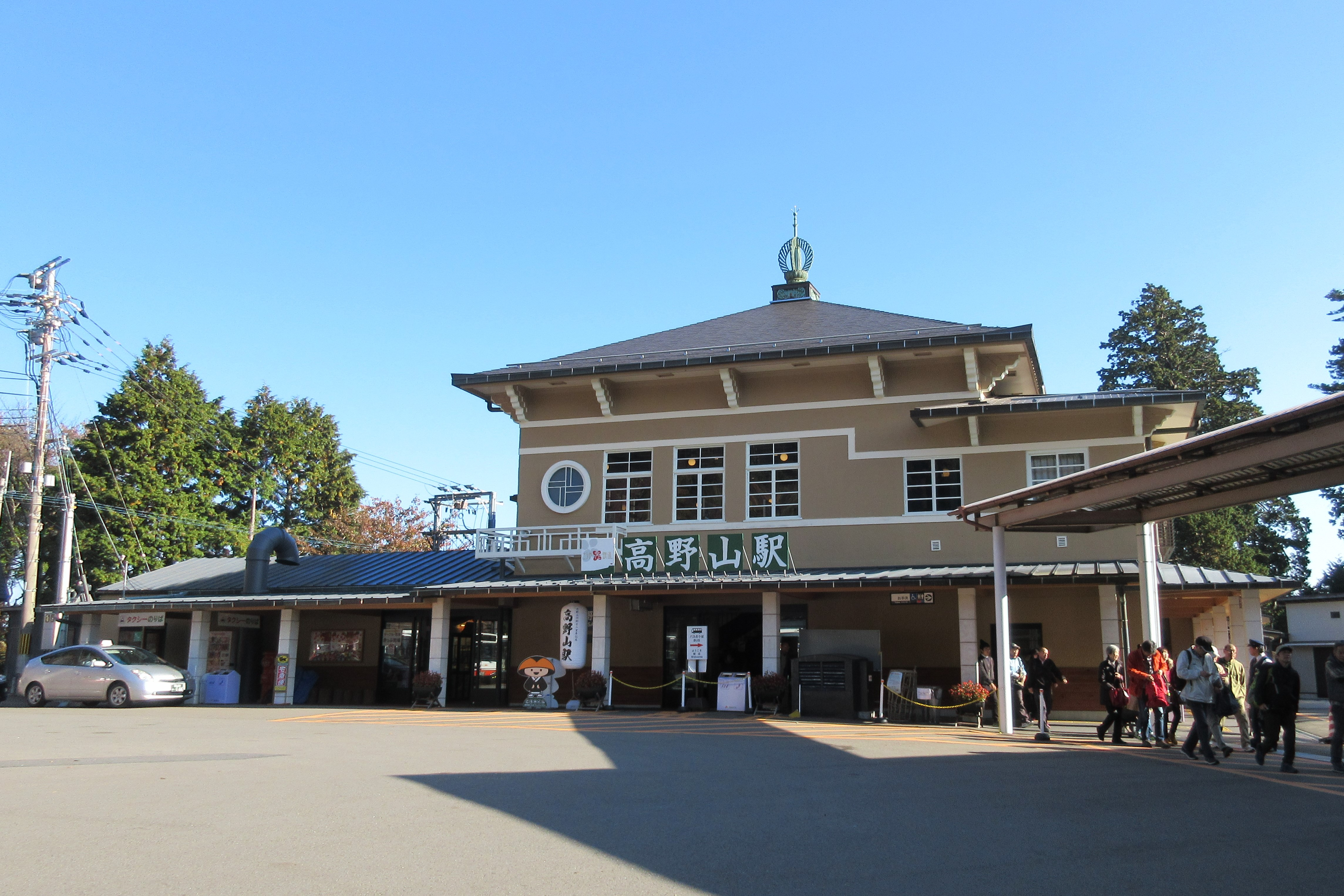
高野山站

### 鐵路
- 南海電氣鐵道
  - 高野線：（←九度山町） - 紀伊細川車站 - 紀伊神谷車站 - 極樂橋車站
  - 鋼索線：極樂橋車站 - 高野山車站

## 觀光資源

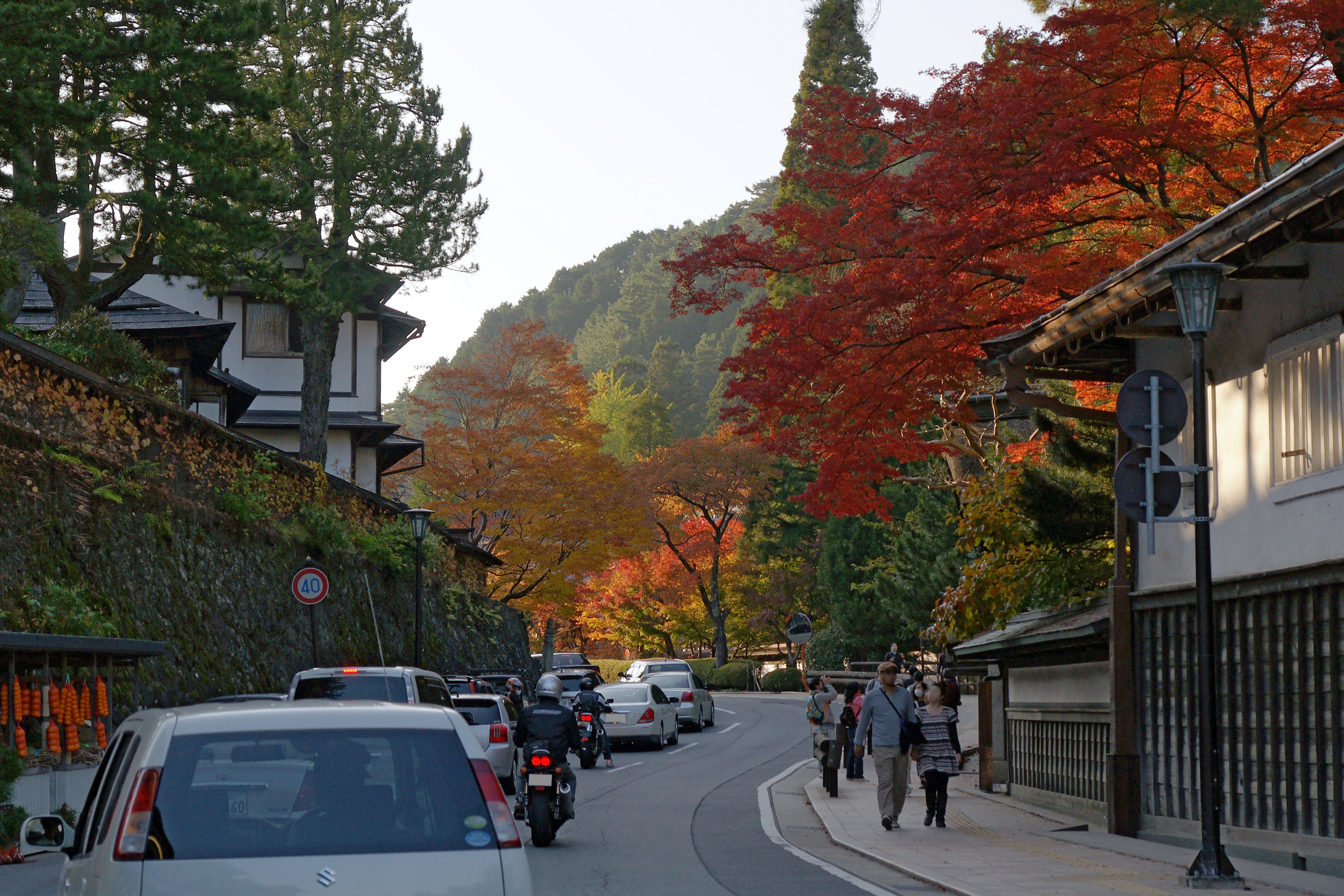
秋天的高野山街道

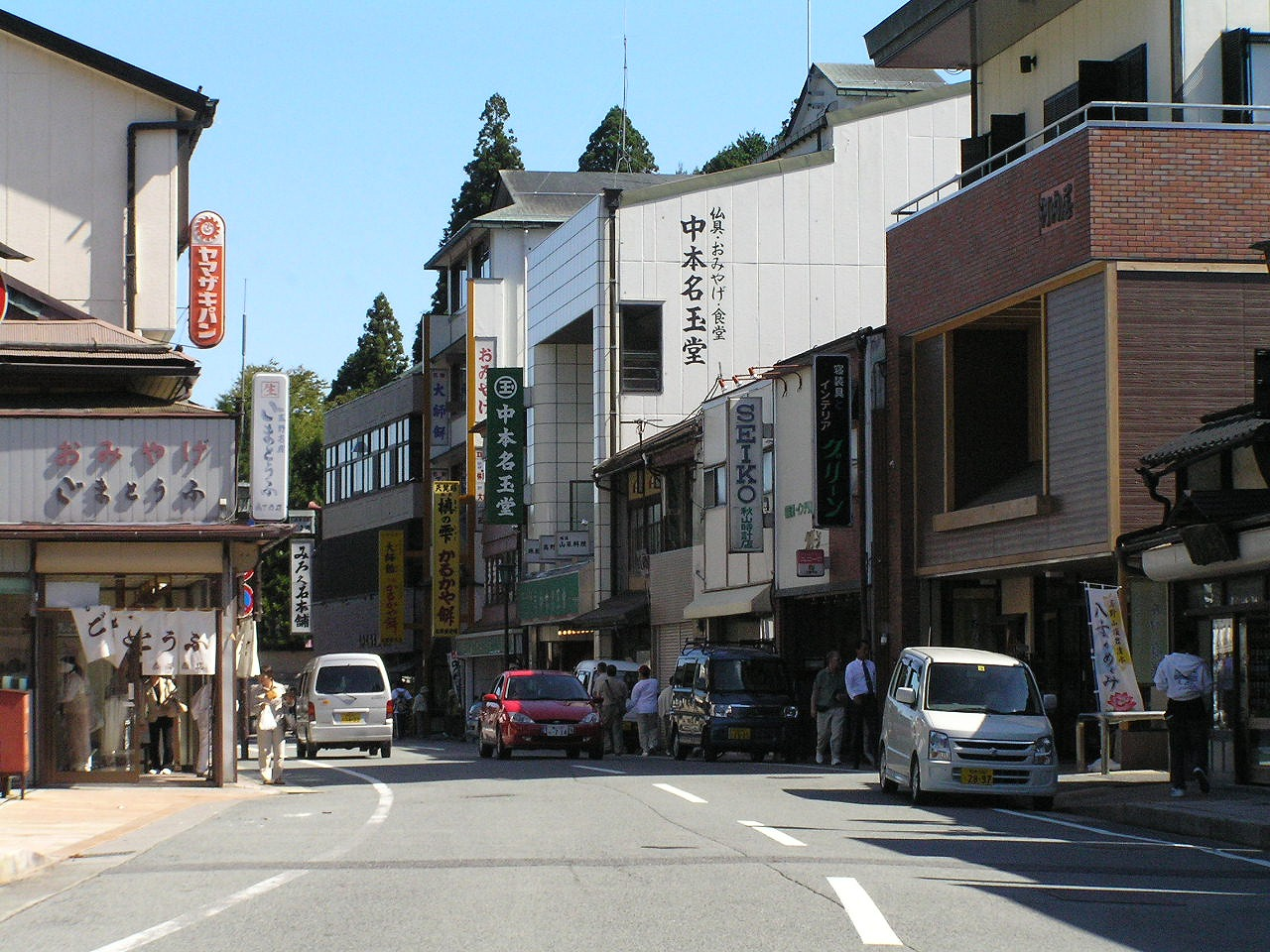
高野町高野山地區的市區

金剛峯寺及其周邊的參拜道路與周邊同樣是山嶽信仰中心的吉野山及金峰山在2004年共同以「紀伊山地的聖地及朝聖路」的名稱獲聯合國教科文組織登錄為世界遺產；建於西元9世紀的金剛峯寺有有包括絹本著色佛涅槃圖、絹本著色善女龍王像、木造八大童子立像、木造諸尊佛龕、聾瞽指歸、金銀字一切經、法華經巻第六、寶簡集、續到簡集、又續寶簡集、澤千鳥螺鈿蒔繪小唐櫃等多樣收藏品及歷史建築被列為日本國寶或重要文化財產。目前有部分收藏品被收藏在高野山靈寶館並對外展示。

## 教育

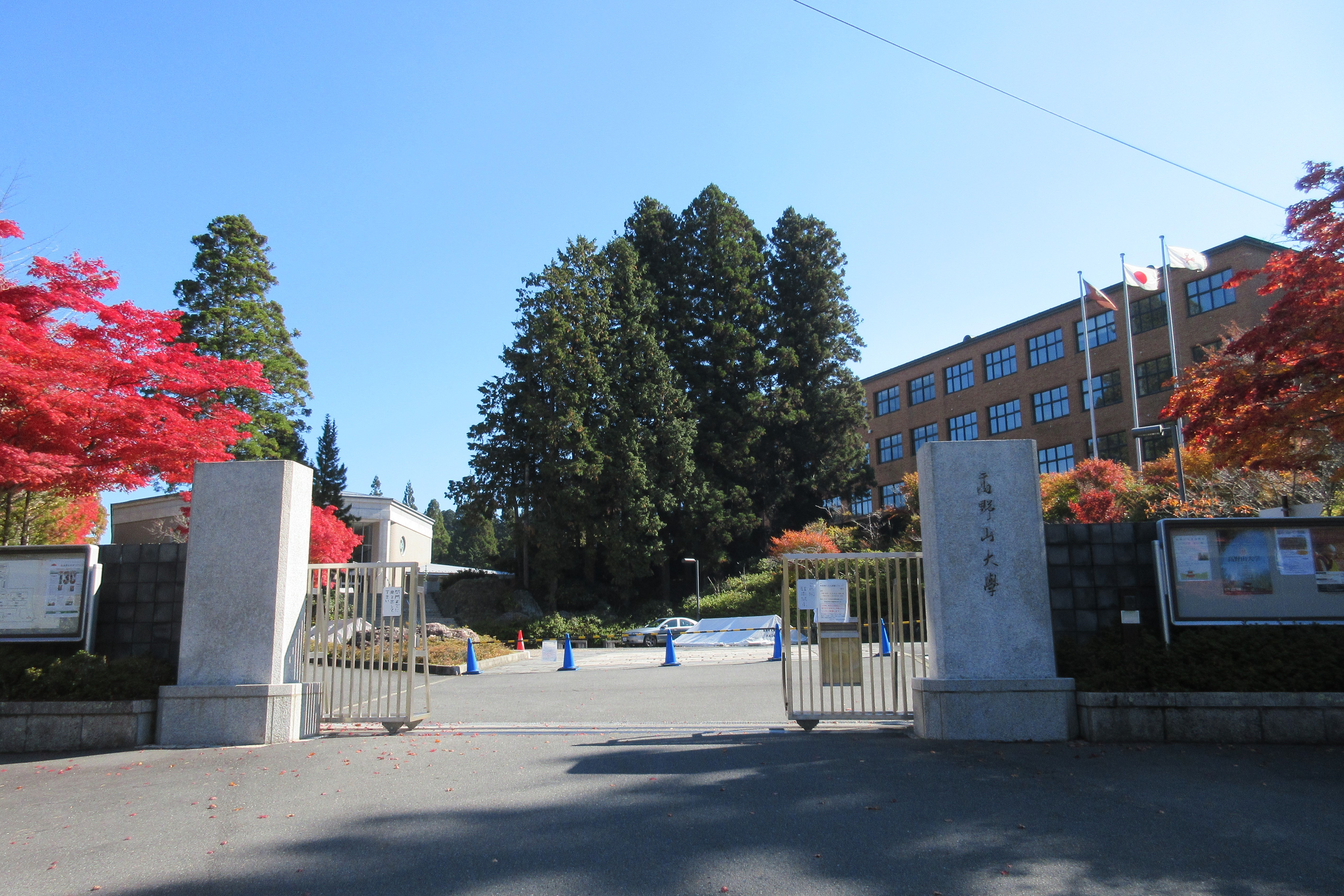
高野山大學校門

高野山真言宗所創立的學校法人高野山學園在高野山設有高野山大學和高野山高等學校，其中高野山大學以宗教學科和人文學科為主，而高野山高等學校除了普通科外，一樣也設有宗教科的學程。

## 姊妹、友好城市

### 日本
- 善通寺市（香川縣）
由於善通寺是過去開創高野山的空海出生地，兩地在1990年締結為歴史友好都市。

## 外部連結
- （日語） 高野町的Facebook專頁
- （日語） 和歌山縣高野町的Instagram帳戶
- （英文） VISIT KOYASAN, Japan